# Crypsiptya
Crypsiptya is een geslacht van vlinders uit de familie van de grasmotten (Crambidae). De wetenschappelijke naam van het geslacht is voor het eerst voorgesteld door Edward Meyrick in een publicatie uit 1894.

## Soorten
- Crypsiptya africalis Maes, 2002
- Crypsiptya coclesalis (Walker, 1859)
- Crypsiptya craspedalis (Hampson, 1913)
- Crypsiptya megaptyona (Hampson, 1918)
- Crypsiptya mutuuri (Rose & Pajni, 1979)
- Crypsiptya nereidalis (Lederer, 1863)
- Crypsiptya ruficostalis (Hampson, 1918)
- Crypsiptya spinosa Jie & Li, 2019
- Crypsiptya viettalis (Marion, 1956)